# Mona Heftre
 (août 2017).
- Si vous ne connaissez pas le sujet, laissez ce bandeau (vous pouvez alors contacter les auteurs).
- Si vous supprimez le contenu mis en cause (vous pouvez préalablement contacter les auteurs),

argumentez précisément cette suppression dans la page de discussion
(un manque de référence n'est pas un argument ; une recherche réelle de référence doit avoir été effectuée, être formellement documentée).
 (août 2017).
Si vous disposez d'ouvrages ou d'articles de référence ou si vous connaissez des sites web de qualité traitant du thème abordé ici, merci de compléter l'article en donnant les références utiles à sa vérifiabilité et en les liant à la section « Notes et références ».
Mona Heftre, aussi connue sous le nom de Mona Mour, née en 1953 à Libourne (Gironde), est une actrice et chanteuse française.

## Biographie

### Jeunesse
Mona Heftre passe son enfance dans la campagne bordelaise, à Libourne. Son père est jardinier et sa mère s'occupe de la famille nombreuse. À l'adolescence, contrairement à ses frères et sœurs aînés, elle refuse d'entrer en apprentissage et décide seule de passer son baccalauréat.
À cette époque, Mona organise des soirées poétiques à la salle des pompiers. Elle découvre le théâtre au lycée grâce à une surveillante, qui amène Mona à Bordeaux pour voir jouer Samuel Beckett, Eugène Ionesco, Fernando Arrabal dans les cafés-théâtres.
En 1968, pendant le festival bordelais Sigma, elle est marquée par le spectacle déjanté du Grand Magic Circus intitulé Les Derniers Jours de solitude de Robinson Crusoë.
Mona passe son bac et obtient la bourse qu'elle avait demandée pour entrer à la fac, mais elle choisit finalement la vie d'artiste et part à Paris.
Elle gagne d'abord sa vie comme modèle, pin-up de calendriers et en posant pour des couvertures de romans-polars. Elle rencontre Marcelle et sa baraque de foire, qui engage Mona comme vedette pour un strip-tease sur le titre L.A. Woman des Doors, et tourne durant tout un été avec les forains.

### Comédienne

#### Le Grand Magic Circus
Colette Godard, alors journaliste, fait un court portrait de Mona Heftre dans le magazine Elle et lui fait rencontrer le directeur de la troupe du Grand Magic Circus, Jérôme Savary, dans la roulotte de Mona. Celui-ci l'engage immédiatement pour jouer le rôle de sa fille dans un film qu'il vient d'écrire avec Roland Topor pour sa troupe, la Fille du garde-barrière. Mona devient la concubine de Jérôme Savary pendant le tournage de ce film.
Elle joue ensuite Calamity Jane dans le film de Jacques Robiolles, puis le rôle de Mona Mour dans le film Change pas de main de Paul Vecchiali.
Mona Heftre rejoint alors le Grand Magic Circus lors de la création de la troupe. Mona va dès lors enchaîner les représentations et participera à tous les spectacles de la troupe.
En 1975 elle participe au spectacle Les grands sentiments. Financièrement, cela devient de plus en plus difficile, et sans subventions, il leur faut se passer d'une partie de la troupe et réduire l'orchestre. Jérôme Savary étant interdit bancaire, le spectacle est produit avec 10 000 francs déposés sur le compte en banque de Mona. Le couple vit alors à l'hôtel Parisiana, leur maison ayant été saisie pour régler les dettes du Magic Circus. Chaque soir après les répétitions, Jérôme Savary écrit les scènes du lendemain sur sa Remington. On leur donne des costumes de l’ancien TNP. Mona y retrouve des chaussures de Maria Casarès et un pourpoint de Rodrigue de Michel Dussarat. Dans le train les conduisant à Villeneuve-sur-Lot pour la première représentation, Mona coud les dernières étoiles au rideau de scène. Patrick Grandperret accompagne et filme la troupe. La troupe a joué ce spectacle un peu partout et dans toutes les langues, rajoutant au fil des tournées des toiles peintes, des accessoires et des costumes.
Après la naissance de leur deuxième fille en 1982, Mona participe moins aux tournées. Jérôme Savary dirige son premier centre dramatique à Montpellier, et de nombreux théâtres allemands lui offrent des mises en scène.
Le dernier spectacle du Magic Circus est joué au théâtre Mogador en 1984.

#### L'après Grand Magic Circus
Après ses adieux à la troupe du Grand Magic Circus, Mona poursuit ponctuellement mais fidèlement son travail avec Jérôme Savary en interprétant des rôles importants dans ses spectacles : la comédie musicale Cabaret en 1986, D'Artagan avec Christophe Malavoy en 1988, Le Songe d'une nuit d'été en 1990, Zazou la même année, Mère Courage de Bertolt Brecht au Théâtre national de Chaillot avec une troupe franco-allemande en 1995, La Périchole de Jacques Offenbach en 1999, Zazou à nouveau en 2003, auprès de Jérôme Savary et de leur fille Nina, Demain la Belle de Bernard Thomas en 2005-2006.
Mona Heftre a également participé à la création de deux mises en scène de Hans-Peter Cloos : Chambres (de Philippe Myniana) en 1992, ainsi que Cabaret Karl Valentin avec Yann Collette en 1993.
Elle a également joué dans l'Opéra de quat'sous, dans la mise en scène de Charles Tordjman en 1995. Elle a participé au spectacle Y'a d'la joie !... et d'l'amour (d'après le répertoire de Charles Trenet) en 1997, et a joué dans Scandalouse de Serge Valletti en 2008, dans une mise en scène de Patrice Bornand. en 2011 elle joue dans le spectacle Amor, amor... à Buenos Aires mis en scène par Stéphan Druet au Théâtre Le Comedia à Paris.

### Chanteuse
En 1994, à l'occasion du centenaire du cinéma, Mona monte un récital de chansons de films au Théâtre national de Chaillot, Noir et Blanc.
En 1997, elle enregistre le disque Les Mille Baisers.
Mais son travail musical est alors marqué par sa rencontre avec le répertoire de Serge Rezvani. Mona interprète ses chansons au cours de multiples récitals : au Sentier des Halles, à Chaillot, au Musée Calvet à Avignon, à l'Opéra-Comique, à la Cité de la musique, ainsi qu'en tournée. En 2000, un premier disque sort de cette collaboration, Tantôt Rouge tantôt bleu, chez Actes Sud (Grand prix de l'Académie Charles-Cros). Séduit par ces nouvelles interprétations, l'écrivain Serge Rezvani, qui avait complètement délaissé ses chansons depuis de nombreuses années pour l'écriture, se remet à la composition et offre à Mona des titres inédits. On peut les entendre sur l'album en public Embrasse-Moi, sorti en 2005 chez Harmonia Mundi.
Puis elle élabore un spectacle en hommage à Albertine Sarrazin, qu'elle joue dans une mise en scène de sa fille Manon Savary.

### Vie privée
En 1978, elle donne naissance à sa première fille, Nina, puis en 1982 à sa seconde fille, Manon.

## Filmographie

### Cinéma

#### Longs métrages
- 1975 : Change pas de main de Paul Vecchiali : Mona Mour (en tant que Mona Mour)
- 1975 : Infidélités de Jean-François Davy : Carole (en tant que Mona Mour)
- 1975 : La chatte sur un doigt brûlant de Cyrille Chardon : Sophie (en tant que Mona Mour)
- 1975 : La Fille du garde-barrière de Jérôme Savary : Mona (en tant que Mona Mour)
- 1975 : La Messe dorée (La profonda luce dei sensi) de Beni Montrésor :
- 1975 : Les Liaisons perverses de Jean-Paul Savignac : Hélène (en tant que Mona Mour)
- 1986 : Thérèse de Alain Cavalier : Marie Martin, sœur de Thérèse (en tant que Ghislaine Mona)
- 1995 : Dis-moi oui de Alexandre Arcady : Mme Castillo
- 2003 : Rien, voilà l'ordre de Jacques Baratier : Mona
- 2007 : ... Et tremble d'être heureux de Paul Vecchiali : Mona
- 2007 : Capitaine Achab de Philippe Ramos : Rose
- 2007 : Primrose Hill de Mikhaël Hers : La mêre
- 2009 : Humeurs et rumeurs de Paul Vecchiali : Mona
- 2009 : Le Hérisson de Mona Achache : Madame Meurisse
- 2010 : Nannerl, la sœur de Mozart de René Féret : Madame Van Eyck
- 2012 : Madame Solario de René Féret : La mère de Missy
- 2015 : L'Échappée belle d'Émilie Cherpitel : La mère d'Eva
- 2017 : Around Luisa d'Olga Baillif : Ingrid
- 2022 : Pas... de quartier de Paul Vecchiali

#### Courts métrages
- 2003 : Le Lac et la Rivière (moyen métrage) de Sarah Leonor : Anne
- 2004 : Capitaine Achab

### Télévision

#### Séries télévisées
- 1982 : Emmenez-moi au théâtre : Dorimène / Une danseuse
- 1991 : Navarro
- 1997 : Baldi : Lucette
- 2006 : David Nolande : Sylviane

#### Téléfilms
- 1991 : D'Artagnan : Mme Bonacieux
- 1997 : Y'a d'la joie!... Et d'l'amour
- 2000 : Anna en Corse : Françoise
- 2000 : La Périchole, la chanteuse et le dictateur : Berginella, 2ème Cousine

## Spectacles
- 1986 : Cabaret
- 1988 : D'Artagan
- 1990 : Le Songe d'une nuit d'été
- 1990 : Zazou
- 1992 : Chambres de Philippe Myniana
- 1993 : Cabaret Karl Valentin
- 1995 : Mère Courage de Bertolt Brecht
- 1995 : Opéra de quat'sous de Charles Tordjman
- 1997 : Y'a d'la joie !... et d'l'amour
- 1999 : La Périchole de Jacques Offenbach
- 2003 : Zazou
- 2005 : Demain la Belle de Bernard Thomas
- 2008 : Scandalouse de Patrice Bornand
- 2011 : Amor, amor... à Buenos Aires de Stéphan Druet

### Le Grand Magic Circus
- 1973 : Goodbye Mister Freud au théâtre de la Porte-Saint-Martin. Gotlib écrit des chansons pour la pièce.
- 1974 : De Moïse à Mao, 5000 ans d'aventures et d'amour. La pièce est jouée à Hambourg.
- 1975 : Les grands sentiments
- 1979 : Les Mélodies du Malheur
- 1980 : Le Bourgeois Gentilhomme
- 1982 : L’Histoire du Soldat
- 1984 : Bye Bye Show-Biz